# 西荆乡
西荆乡是中国陕西省商洛市商州区下辖的一个乡。

## 行政区划
西荆乡下辖以下行政区：
西荆村、南村、岭子底村、太子寺村、李村、沙渠村、黄山村、丞相村、油房村、银洞村、高坪村